# 재혼 (영화)
"재혼"은 1968년 공개된 대한민국의 영화이다.

## 배역
- 최무룡
- 박암
- 고은아
- 이빈화
- 이순재
- 이낙훈
- 박병호
- 방성자
- 안인숙
- 김정훈